# 斑皮桉
斑皮桉（学名：Corymbia maculata，英文），俗名为桃金娘科檸檬桉属下的一种中高型喬木，原產於澳大利亞東邊，屬於該國的特有種。其种加词“maculata”意为“有斑点的”。

## 分類與命名
斑桉於1844年由英國植物學家威廉·傑克遜·胡克首次記載於他的著作《 Icones Plantarum  》一書中，命其學名為 Eucalyptus maculata。 而在 1995 年，澳洲的植物學家 Ken Hill 與 植物分類學家 Lawrie Johnson 將 Eucalyptus maculata 更名為 Corymbia maculata 。 斑桉的種小名「maculata 」是由拉丁文「maculatus」延伸而來，文意是「有斑點的」，借指斑桉樹皮上的斑點紋樣。
在拉丁文中的意思是「有斑點的」。